# Russell Springs, Kansas
Russell Springs là một thành phố thuộc quận Logan, tiểu bang Kansas, Hoa Kỳ. Năm 2010, dân số của xã này là 24 người.

## Dân số
Dân số các năm:
- Năm 2000: 32 người
- Năm 2010: 24 người